# Star Ocean (videohra)
Star Ocean (japonsky スターオーシャン, Sutá Óšan; česky doslova: Oceán hvězd) je japonská akční sci-fi RPG hra od vývojářské společnosti tri-Ace, jejímž vydavatelem byla společnost Enix. Jedná se o první díl série Star Ocean, ačkoliv dle dějové chronologie je druhý za Star Ocean: The Last Hope. Hra byla vyvinuta pro konzoli Super Nintendo Entertainment System (SNES) a vydána pro japonský trh dne 19. července 1996. Hra však v té době nebyla mimo Japonsko dostupná, neboť Enix v té době uzavíral svou pobočku v Severní Americe. Aby hra na systému běžela, musela kazeta mít kompresní čip S-DD1, neboť hra zatěžuje systém na maximum kvůli grafice i dabingu, jenž byl v té době u videoherních konzolí rarita.
Verze pro SNES vyšla s podtitulem Star Ocean: Fantastic Space Odyssey a mimo Japonsko byla k dostání pouze neoficiálně. Avšak na konci roku 2007 společnost Tose vyvinula předělávku pro konzoli PlayStation Portable pod jménem Star Ocean: First Departure, jež vyšla pro japonský, severoamerický trh i pro regiony PAL. First Departure obsahuje pár nových herních prvků, nové hratelné postavy a ručně malovaná animovaná videa.
Na začátku hry skupina tří přátel z podvyvinutého světa Roak hledá lék proti smrtící epidemii, kteří zažijí první kontakt s příslušníky Zemské aliance a zapletou se do války proti jiné mocnosti. Za využití vesmírné lodi a cestování v čase se skupina pokusí vyšetřit příčinu války a zároveň najít potřebný lék.

## Popis hry
Star Ocean je RPG hra, ve které se hráč dívá na herní prostředí z ptačí perspektivy. Skupina hrdinů prozkoumává celý herní svět, v němž navštěvuje města, různé podzemní jeskyně a jiné prostory, v nichž bojuje s nepřáteli či se baví s vedlejšími postavami. V původní verzi pro SNES ještě nebyla k dispozici mapa celého světa Roak, mapa existovala pouze pro jednotlivé kontinenty, avšak ve verzi pro PlayStation Portable již mapa světa nechybí.
Všechny postavy mají hladinu života (HP), hladinu mentální síly (MP), jež je čerpána při využití speciálních dovedností nebo symbologie. Při využívání symbologie dochází k časové prodlevě, než postava kouzlo připraví, avšak prodlevu lze zkrátit výcvikem.

### Soubojový systém
Když hráč cestuje po světě, prozkoumává podzemí či jiné nebezpečné lokality, spouští se na náhodných místech bitvy s nepřáteli nebo s příšerami. Hra se přesune do ohraničeného, trojrozměrně vykresleného prostoru, kde bitva proběhne. Star Ocean přinesla invenci v tom, že na rozdíl od jiných podobných RPG her nevyužívá tahový mechanismus, nýbrž boj probíhá v reálném čase. Bitvy se účastní nejvýše čtyři postavy z hráčovy party, přičemž hráč ovládá jedinou z nich a o ostatní se stará umělá inteligence, které lze v menu vyslat pokyn, jakým způsobem má s postavou bojovat (zda agresivně, nebo spíše defenzivně, či jen léčit, nebo nic nedělat). Umělá inteligence zpravidla napadne nepřítele, který se nachází nejblíže. Ve verzi pro SNES hráč s ovládanou postavou při útoku pouze vybíral, kterého nepřítele napadne, a postava k němu doběhla sama a útočila, avšak ve First Departure se hráčem ovládaná postava v bojovém poli pohybuje volně. Ve First Departure lze také vykonávat speciální bojová komba, kdy se zřetězí několik speciálních útoků a jejich posílení.
Hráč má v menu možnost nastavit jednotlivým postavám ve SNES verzi až čtyři speciální dovednosti či kouzla určená na dálku. Ve First Departure došlo k omezení na pouze dvě schopnosti. Všechny postavy však mají k dispozici běžný útok, při němž využívají zbraně ze svého inventáře. Některé postavy mají dále ještě možnost sesílat silná kouzla, které jsou v celé sérii označeny jako symbologie, avšak jejich seslání je náročné na MP.

### Vývoj postav
Všem postavám v partě lze nastavit dovednosti a zaměření pomocí dovednostních bodů (SP), jež hráč získává s novými úrovněmi postav nebo ze speciálních míst. Pomocí SP lze postavu naučit jednak schopnosti, které usnadňují bitvu jako úhyby či nahodilé kritické údery, jednak lze naučit speciální dovednosti typu vaření, které slouží k výrobě potravin, jimiž může hráč po bitvě léčit zraněné postavy nebo léčit jejich negativní statusy (např. paralýzu, otravu či zkamenění).
Dále například schopnost tvorby předmětů, replikace či uměleckou tvorbu. Tyto schopnosti umožní hráči získat předměty, které jsou mnohem silnější než standardní kusy, jež lze nakoupit ve městech u obchodníků. Lze však vlastnit nejvýše dvacet kusů od každého druhu předmětu. Mezi další dovednosti patří například pasivní schopnosti jako herbologie, jež zvyšuje účinek léčivých předmětů. Každá dovednost má celkem deset úrovní a potřebné SP na ty nejvyšší z nich prudce stoupá.

### Privátní akce
Hra Star Ocean obsahuje systém privátních akcí, jenž slouží k tvorbě a udržování vztahů mezi jednotlivými postavami v hráčově partě. Privátní akce nejsou povinnou záležitostí, ale slouží mimo jiné k odhalení více podrobností o jednotlivých postavách. Před každým městem má hráč možnost do něj vstoupit normálně, nebo s využitím tlačítka, po jehož stisknutí se každá postava ve městě vzdálí od hlavního hrdiny, jenž tak prozkoumává město sám. Na nejrůznějších místech v dotyčném městě narazí na své spolubojovníky a spustí se krátké sekvence, někdy i delší scénky a v některých případech se zapojí hráč provedením volby. Hráč prostřednictvím takovýchto privátních akcí získává náklonnost k druhým.
Pokud je mezi nimi láska, je jejich vztah silný. Naopak zanedbávání postavy vede ke snížení hladiny vztahů. Vztahy ovlivní některé události ve hře a na jejich základě hráč zhlédne nebo nezhlédne závěrečnou sekvenci dotyčných postav na konci hry. Ačkoliv ve všech případech děj jako takový končí stejně, jsou vlivem vztahů mezi postavami závěrečné dialogy doplněny, pozměněny, vynechány apod.

## Herní postavy
V původní SNES verzi bylo k dispozici dvanáct hratelných postav, ale do party bylo možné přijmout nejvýše osm z nich, z nichž čtyři mohl hráč vybrat do bitvy. V předělávce First Departure přibyly další dvě postavy: Erys a Welč.
- Roddick Farrence (ラティクス・ファーレンス - Ratikusu Fárensu)

Dabing: Hiro Juki (SNES); Yuri Lowenthal a Mamoru Mijano (PSP - anglicky a japonsky)
Jedná se o hlavní postavu Star Oceanu. Tento 19letý kočičan (angl. Fellpool) je zdatný šermíř a spolu s Millie a Dornem jsou kamarádi z dětství a působí jako hlídka ve svém rodném městě Kratus, dokud nenastaly problémy, jež ho přivedly k dobrodružství, o kterém se mu ani nesnilo. Pro dívky je pohledný a nejedné se zalíbil. V boji používá meč. Zajímavostí je, že v amatérském překladu původní SNES verze se jmenoval Ratix. Tato postava je členem party vždy.
- Millie Chlietteová (ミリー・キリート - Mirí Kiríto)

Dabing: Konami Jošidová (SNES); Katie Leighová a Hitomi Nabatameová (PSP - anglicky a japonsky)
Tato 18letá kočičanda je zdatnou symboložkou a léčitelkou. S Roddickem ji pojí přátelství z dětství a také láska. V boji využívá kouzelnickou hůl. Tato postava je členem party vždy, ačkoliv je ona spolu s Ronixem po dlouhou dobu pro Roddicka ztracená.
- Ronyx J. Kenny (ロニキス・J・ケニー - Ronikisu J. Kení)

Dabing: Akira Okamori (SNES); Sam Gold a Kendži Hamada (PSP - anglicky a japonsky)
Tento 38letý kapitán vesmírné lodi Calnus pochází ze Země. Vystupuje velice formálně, nebojí se nebezpečí ani případných problémů se zákonem, když je třeba jednat, avšak tíží ho smutek kvůli zesnulé manželce. Je otcem Claudeho C. Kennyho, protagonisty druhého dílu. V boji využívá luk a šípy poté, kdy odhodil svou fázovou zbraň. Také se naučil používat symbologii. Tato postava je členem party vždy, ačkoliv je on spolu s Millie po dlouhou dobu pro Roddicka ztracen.
- Ilia Silvestriová (イリア・シルベストリ - Iria Širubesutori)

Dabing: Wakana Jamazakiová (SNES); Julie Maddalenová a Sanae Kobajašiová (PSP - anglicky a japonsky)
Jedná se o 23letou ženu ze Země, jež na Calnusu působí na pozici vedoucí výzkumu a slouží jako přímá podřízená Ronyxovi Kennymu. Ráda si někdy přihne alkoholem. V boji upřednostňuje bojová umění beze zbraně a využívá rukavice či drápy. Tato postava je členem party vždy.
- Cyuss Warren (シウス・ウォーレン - Cius Warren)

Dabing: Hiroki Toči (SNES); Grant George a Hiroki Toči (PSP - anglicky a japonsky)
Tento 20letý kočičan-horal (angl. Highlander) je zdatný šermíř. Je synem lorda Liase Warrena, jednoho ze tří hrdinů Démonických válek. Sní o tom, že se stane nejlepším šermířem na celém Roaku. V boji využívá obří, široký meč. Členem party se stane ve městě Haute poté, kdy je Roddick vyzván obchodníkem Badamem k nákupu meče, aby mohl splnit jeho úkol. Po splnění tohoto úkolu má hráč možnost ponechat Cyusse v partě nebo se s ním natrvalo rozloučit. Pokud ho přijme, nemůže poté přijmout Ashlaye a Erys.
- Ashlay Bernbeldt (アシュレイ・バーンベルト - Ašurei Bánberuto)

Dabing: Kazuhiko Inoue (SNES); Michael McConnohie a Norio Wakamoto (PSP - anglicky a japonsky)
Jedná se o 57letého kočičana-horala, starého vojáka a hrdiny Démonických válek, který se toulá po světě a hledá talentovaného šermíře, kterému předá své zkušenosti. Spřátelí se s Roddickem a v boji s ním sdílí mnoho bojových dovedností. Kvůli tomu, že jeho přítel a spolubojovník Del Argosy zešílel, přišel o levou paži. Pokud hráč přijal natrvalo do party Cyusse nebo pokud se z Tatroi vydal do města Astral přes jeskyně, nebude možné Ashlaye přijmout do party žádným způsobem. Ashlaye lze jinak zastihnout v tatroiském koloseu, kde si stěžuje na mizernou úroveň gladiátorů. Jakmile se Roddick zúčastní gladiátorských her, nalezne ho v přístavu hovořit, že má potenciál. Po rozmluvě se Ashlay přidá k partě.
- Phia Melleová (フィア・メル - Fia Meru)

Dabing: Konami Jošidová (SNES); Dorothy Fahnová a Megumi Tojogučiová (PSP - anglicky a japonsky)
Tato 20letá kočičanda-horalka je kapitánem astralských rytířů, adoptovaná lordem Liasem Warrenem. Je zamilovaná do jeho syna Cyusse, avšak své city potlačuje kvůli touze stát se příkladným rytířem. V boji využívá vrhací dýky. S Roddickem se prvně setká v přístavu Autanim a v případě, že ho nedoprovází Cyuss ani Ashlay, ho jako dočasná členka party doprovodí do Tatroi. Po pokusu o vraždu lorda Liase nastanou dvě možnosti. Pokud není v partě ani Cyuss ani Ashlay, je Phia zatčena, Roddick ji musí vysvobodit a po dopadení skutečného pachatele se přidá trvale k partě. Pokud v partě je Ashlay nebo Cyuss, ztratí se Phia z dohledu a je možné ji najmout až při plnění úkolu sběru emblémů, pokud je v partě šest a méně osob.
- Jošua Jerand (ヨシュア・ジェランド - Jošua Džerando)

Dabing: Nobujuki Hijama (SNES); Ezra Weisz a Džun Fukujama (PSP - anglicky a japonsky)
Jedná se o 20letého péřolidce (angl. Featherfolk) v bílém plášti a s andělskými křídly, který léta zoufale hledá svou sestru Erys, jež byla unesena při tragédii, kdy byli zavražděni jejich rodiče. Ohledně své sestry je poněkud emocionální. Bojuje nerad, ale uvědomuje si, že je boj nutný, aby přežil v krutém světě. V boji využívá hůl a symbologii. S Jošuou se Roddick prvně střetne při hledání bočního vstupu do Očistce a přidá se jako dočasný člen party. Po ukončení průzkumu vnitřku se s nimi Jošua rozloučí, aby pokračoval ve svém pátrání. Pokud ho hráč požádá, aby zůstal, zůstane.
- Mavelle Froessonová (マーヴェル・フローズン - Mávueru Furózun)

Dabing: Nozomi Nonaková (SNES); Tara Plattová a Hoko Kuwašimová (PSP - anglicky a japonsky)
Tato záhadná 19letá čarodějka se náhodou setkala se ztracenými Ronyxem a Millie a doprovodila je do města Ionis. V boji využívá házecí orby a symbologii. Členem party se stane pouze v případě, že v ní je Ashlay nebo Jošua nebo oba. Pokud v ní jsou, po propité noci v ioniském hostinci se přidá k partě automaticky.
- T'nique Arcana (ティニーク・アルカナ - Tiníku Arukana)

Dabing: Takuja Fudžisaki (SNES); Vic Mignogna a Čihiro Suzuki (PSP - anglicky a japonsky)
Jedná se o 18letého dobrodruha a gladiátora ze vzácně se vyskytujícího národa lykantropů. Usiluje o dokonalost ve svém bojovém umění. V boji využívá kopí a hole, avšak je schopen se proměnit v tmavomodrého vlkodlaka. Obdivuje Iljiny bojové dovednosti. T'niqua potká Roddick poprvé v tatroiském koloseu během plnění úkolu sběru emblémů. Po Roddickově sérii vítězství (aspoň na úroveň D) v gladiátorských soubojích vnikne neoprávněně do arény a vyzve ho na souboj. Zprvu není nebezpečný, ale po přeměně ve vlkodlaka už ano. Pokud ho Rodddick porazí, má možnost ho vzít do party, pokud v ní je šest a méně postav.
- Pericci (ペリシー - Periší)

Dabing: Wakana Jamazakiová (SNES); Alicyn Packardová a Jukari Tamurová (PSP - anglicky a japonsky)
Tato 16letá menší kočičanda (angl. Lesser Fellpool) s výraznými kočičími znaky (uši, tesáky, drápy) byla uvězněna piráty. Přitom ztratí svou okarínu. Pericci slouží spíše jako komediální vložka a v boji nepatří mezi nejsilnější postavy, avšak později získá několik mocných dovedností. V boji používá drápy. Pokud ji Roddick s Iljou osvobodí a získají její okarínu, mohou ji přijmout do party během plnění úkolu sběru emblémů, pokud navštíví město Kraat (startovní lokaci hry) a zahájí zde privátní akci. Zde si Millie hraje s kočkou a hodlá ji pojmenovat. Z několika voleb musí Roddick vybrat Pericci, nasadit si okarínu jako doplněk a zahrát melodii. Pericci se promění z kočičí podoby a požaduje svou okarínu zpět. Pokud je v partě sedm a méně osob, přidá se k partě.
- Erys Jerandová (エリス・ジェランド - Erisu Džerando)

Dabing: Stephanie Shehová a Kana Uedová (PSP - anglicky a japonsky)
Tato 17letá péřolidka je ztracená Jošuova sestra, která byla v dětství unesena vrahem zvaným Krvavý štít a byl jí vymyt mozek, aby se stala sama vražedkyní zvanou Křídlo smrti (Deathwing). Po jedné neúspěšné misi jí došlo, čím se stala, a rozhodla se pomstít smrt svých rodičů. K tomu využila metodu transferu duše a posedla tak tělo Mavelle, aby ji nikdo nepoznal, neboť byla ve všech královstvích hledaná sériová vražedkyně, a své vlastní tělo dala zmrazit do ledové jeskyně. V původní SNES verzi se nevyskytovala. V boji využívá symbologii. Pokud ji hráč chce získat do party, musí navštívit ledové jeskyně v pradávných ruinách na severovýchodě Silvalantu. V partě musí však bezpodmínečně mít Ashlaye, Jošuu a Mavelle. V rozmluvě u jejího zmraženého těla popadne Jošuu amok, jakmile se doví pravdu o své sestře, a Roddick musí v menu vybrat v reakci druhou možnost. Erys se pak vrátí z Mavelle do svého původního těla, odmrazí se a přidá se k partě. Mavelle však nepřežije a hráč ji ztratí napořád.
- Welč Vínyardová (ウェルチ・ビンヤード - Weruči Binjádo)

Dabing: Melissa Fahnová a Tomoe Hanbová (PSP - anglicky a japonsky)
Jedná se o záhadnou cestovatelku a vynálezkyni, zhruba 18letou. Je poněkud naivní a zajímají ji muži, zvláště Ronyx, který poznamenal, že její vynálezy jsou mnohem vyspělejší, než by na Roaku měly být. Ilia si povšimla, že není kočičanda ani péřolidka ani horalka, tedy že nepochází z Roaku. Welč to však nechtěla blíže komentovat a sama požádá, zda se smí přidat k partě, pokud již hráč vlastní silvalantský emblém a má volné místo. Bojuje za pomocí ukazovátka a specializuje se na běžné a rychlé útoky. Welč je možné najít v její chatrči v lese v prostoru mezi dvěma mosty při cestě z Ionisu do Vanu.

## Příběh
Hra začíná v roce 346 S.D. (angl. Space Date - Vesmírného data), tedy v roce 2432 zničením světa Ise neznámou vesmírnou velmocí. Svědky incidentu byli vědci Zemské aliance zkoumající oblast, kteří unikli smrti explozí Ise jen o vlásek. O zhruba půl roku později se na světě Roaku rozmohla záhadná epidemie kamenité nemoci.
V království Muan ve městě Kratus na Roaku se tři přátelé, Roddick Farrence, Millie Chlietteová a Dorne Murtough nudili v sídle stráží města, než je vyrušil poplach kvůli vpádu banditů. Trojice přátel útok odvrátila a vysloužila si pochvalu od kratuského stařešiny, jenž toho dne dostal dopis od představených města Coule s žádostí o pomoc s rychle se šířící infekce kamenité nemoci, velmi rychle měnící pacienty v kámen. Na pomoc se tam vydal městský léčitel Martoth Chliette, otec Millie. Ten o dva dny později poslal do Kratu poštovního holuba s dopisem, že je nemoc nevyléčitelná a na Coule čeká nevyhnutelná záhuba. Millie, Roddick i Dorne se přes jeho varování vydali za ním, avšak Martoth jim vynadal a varoval je, aby se nedotýkali nemocných ani jeho, neboť se též infikoval. Poslal je domů s tím, že zbylé obyvatelstvo města Coule včetně něj zanedlouho zkamení.
Trojice nehodlala přihlížet zkáze a zamířila na Mt. Metorx, nejvyšší horu Muanského království, na jehož vrcholu roste potřebná léčivá bylina, avšak řádí tam banditi a příšery. Cestou se Dorne přiznal, že se též nakazil, nejspíš od poštovního holuba, ale vyzval Roddicka s Millie, aby pokračovali společně dál na vrchol a nedotýkali se ho. Na vrcholu zažili nečekané překvapení, neboť se na místo teleportovali dva pozemšťané, Ronyx J. Kenny a Ilia Silvestriová, kteří vyděšeným kočičanům vysvětlili, že léčivá bylina nebude fungovat. Stručně se jim představili a pověděli, že civilizace na Zemi se vyvinula rychleji než jejich na Roaku. Ukázalo se, že trojice název Roak vůbec neznala. Dále jim Ronyx s Iliou pověděli o Úmluvě o prezervaci podvyvinutých planet, proto se na Roaku nesmí jen tak ukazovat, ale nyní přišli na základě výjimky, neboť úmluvu hrubě porušila Lezonie, nepřítel Zemské aliance. Lezonci totiž na Roak vypustili nebezpečný virus, původce kamenité nemoci.
Dornův stav se začal zhoršovat, a tak všichni tři kočičani souhlasili s nástupem na pozemskou vesmírnou loď Calnus, kde ho vyšetří, přestože se poté dle Úmluvy o prezervaci podvyvinutých planet již nikdy nebudou moci vrátit domů. Trojice z Roaku, jenž se ještě nepřehoupl ve vývoji přes středověk, byli z vybavení Calnusu vyjevení. Dorna odvedli na ošetřovnu a Ilia vzala Millie s Roddickem na prohlídku lodi. Během ní je napadli obří červi, jejichž larvy se usadily v jejich vlasech na Mt. Metorxu, jež lodní senzory nezachytily a pro lidi byli červi dokonce úplně neviditelní. Doktor mezitím dokončil vyšetření Dorna a zjistil, že tato parazitická nemoc je soudobou medicínou neléčitelná, avšak byl by schopen vyrobit lék, pokud přinesou vzorek z původního zdroje nákazy. Millie a Roddicka uklidnil, že nemoc není smrtelná a přeměna zpět bude možná, takže Dorne i pro zbytek nakažené populace má naději a nebude je v tomto případě tížit čas. Doktor také zjistil, že kočičani mají odlišné složení krve od lidí, jež díky hemoglobinu na bázi mědi pohlcuje vlnové délky od 240 do 780 nm. Iliu napadlo, že Lezonci možná napadli Roak biologickou zbraní kvůli výrobě neviditelné zbraně z krve kočičanů. Senzory navíc zachytily, že více než 200 tisíc zkamenělých kočičanů již z Roaku zmizelo.
Dorne se se svým stavem smířil, ale požadoval, aby ho vrátili domů do Kratusu zkamenět tam. Teleportovala se tam s nimi i Ilia, aby dohlédla, že se Millie s Roddickem vrátí zpět na Calnus. Od Dorna získala Millie hrací skřínku na památku. Zpátky na Calnusu si Roddick s Millie prohlíželi můstek lodi a při pohledu na Oceán hvězd si všimli přibližující se lodě, kterou neviděli v dálce lidé ani lodní senzory. Tato lezonská loď se však odmaskovala, protože neměli zájem bojovat a žádali o mírové jednání. Posádka Calnusu byla překvapena náhlým zvratem, a tak lezonské vyslance i oba kočičí hosty dopravili na Zemi, kde v kanceláři zemského admirála Bayseho proběhlo vyjednávání. Lezonci přiznali, že původně neměli zájem válčit se Zemskou aliancí, avšak přinutila je k tomu proti jejich vůli neznámá třetí strana, jež zničila Ise a stojí za situací na Roaku. Roddick po vyslancích požadoval vydání zdroje nákazy, avšak Lezonci ho neměli a ani mít nemohou. Původní hostitel byl zabit před 300 lety přímo na Roaku a jednalo se o Asmodea, nechvalně proslulého arciďábla z tamních dějin.
Zemská aliance se poté rozhodla na Roak uvalit karanténu a zrušit veškeré přípravy záchrany obyvatelstva, což rozčílilo Roddicka. Ronyx s Iljou byli též smutní a cítili se, jako by Roddicka s Millie podvedli. V restauraci ve velkoměstě na Zemi ale Ronyx dostal nápad. Na Styxu se totiž nacházela Brána času, ale je tam zakázán vstup. Riskoval by vojenský soud a doživotní kriminál, ale aby dostál své cti kapitána, byl odhodlaný to podstoupit. S Iliou, která byla viditelně z jeho plánu nervózní, dostali oba kočičany na Calnus, personálu přístavu nalhali, že mají nové rozkazy, a vydali se na Styx. Ronyx a Ilia se odzbrojili, zbavili se i elektroniky a požádali Bránu času, aby je vzala 300 let nazpět na Roak. Brána času, jež představuje OPA (Out-of-Space Artefact; neboli artefakt z jiného vesmíru), se zapnula a její hlas jim vyhověl. V bráně se otevřel portál a Ronyx s Millie vešli skrz. Následovat je měla Ilia, avšak zakopla. Roddick jí pomohl vstát, ale brána se začala zavírat. Přesto je doslova vcucla do sebe.

### S.D. 46
Přes tento drobný incident se všichni čtyři dostali v pořádku na Roak v létu 46 S.D. Ilia s Roddickem se ocitli před vesnicí Kraat, jež jednoho dne vyroste v město Kratus. Ronyx s Millie se ztratili neznámo kam, tedy je musí najít. Roddick v Kraatu sehnal pro Iliu vhodnější oblečení a ona si musela vymyslet historku, jak přišla o "svůj" kočičí ocas. Na severu ve vesnici Haute (budoucím městečku Coule) se setkali s šermířem Cyussem Warrenem, s nímž se nechali najmout obchodníkem Badamem k dopravě objemného zboží přes horu Mt. Metorx z přístavu Portmith. Nabídl jim svůj pas, kterým se do dobře střeženého města dostanou, neboť kvůli řádění banditů je tam omezený vstup. Po doručení zboží z Portmithu obchodníkovi se do Portmithu vrátili, aby sehnali loď. V této době se hráč musí rozhodnout, zda si Cyusse v partě ponechá, nebo se s ním rozloučí navždy.
Plány jim zkomplikovali piráti, kteří všechny lodě v Portmithu uzemnili. Roddick s Iliou tedy infiltrovali jejich zátoku, kde porazili kapitána pirátů. V jejich jeskyni nalezli uvězněnou menší kočičandu (Pericci), jež z místa hned utekla, ale upadla jí okarína. Díky neutralizaci pirátů byla lodní doprava obnovena, a tak parta odcestovala do nového přístavu Autanim na východě Astralského království. Pokud Roddick s Iljou cestovali sami, přidala se k nim kapitán astralských rytířů Phia Melleová. Dorazili na jih do města Tatroi, kde se setkali v koloseu s válečným veteránem Ashlayem Bernbeldtem, jenž hrubě vyjádřil nespokojenost s úrovní gladiátorských zápasů. Roddick se mohl v koloseu přihlásit ke gladiátorům a pokud projde přes nejnižší skupinu H, může Ashlaye potkat znovu v říčním přístavu u lodi, jež pendluje mezi Tatroi a hlavním městem Astral. Zde Ashlay tvrdil, že má Roddick potenciál, a v případě, že Cyuss není členem party, může hráč přijmout do party Ashlaye, nebo také nemusí.
Odcestovali do Astralu, kde se zdálo, že Phia zavraždila dva vojáky. Noc strávili v domě u Liase Warrena, jednoho ze tří hrdinů Démonických válek a otce Cyusse. Phia, po které bylo vyhlášeno pátrání, se během noci pokusila zavraždit i Liase, a tak se parta vydala ji najít do jeskyní za městem. Zde zjistili, že skutečným vrahem byl pavoučí démon, měnící se do podoby Phii. Po návratu jim poděkovali jak král Astralu, tak sama Phia, jež byla zproštěna obvinění z vražd. Lias Warren neutrpěl vážná zranění, proto se brzy zotavil. Krále zajímal důvod Roddicka a Ilii k návštěvě Astralu a poradil jim navštívit na severu kontinentu pradávný komplex, zvaný Očistec (angl. Purgatorium), kde dle naleznou Oko pravdy (angl. Eye of Truth), jež dle legend ukáže, co potřebují vidět, tedy polohu Ronyxe s Millie.
Dorazili cestou přes jeskyni k Očistci, ale hlavní vchod vedl do slepé uličky. Pamatovali si na zvěsti, že Očistec má boční chodby i skryté komnaty, takže prozkoumali okolí. Z výšky k nim slétl péřolidec Jošua Jerand, jenž v Očistci hledal stopy po své ztracené sestře, jež byla unesena vrahy jejich rodičů. On sám masakr přežil jen o chlup. Také shání Oko pravdy a nalezl boční vchod, takže ho přijali do party. Přes rozličné koridory a síně s rébusy se dostali do vnitřní svatyně, kde je oslovily tři podivné entity, vypadající jak barevné kulové blesky, jež se nazývají Runy (angl. Runes), prapůvodní obyvatelé Roaku. Ačkoliv jedna z Run byla protivná, prozradily, že Oko pravdy je jen mýtus. K překvapení všech Runy identifikovaly Roddicka a Iliu jako nepocházející z tohoto času, ale polohu dalších dvou jim odhalí i bez Oka pravdy. Vnutily partě vizi Ronyxe s Millie kráčet podzimní krajinou, kterou Ashlay či Jošua identifikují jako království Van. Runy však odmítly splnit totéž pro Jošuu, který se před Očistcem hodlal rozloučit a dál pátrat na vlastní pěst. Je však ochoten setrvat v partě, pokud si to Roddick přeje.
Do Vanu vedla nejkratší cesta přes moře z jihozápadního přístavu Tropp. Cestou byli svědky pádu "nebeského korábu", proto se urychleně vrátili do království Muan, aby zde prozkoumali trosky. Nejednalo se ani o zemskou ani o lezonskou loď, tedy to zřejmě bude ta třetí strana, tudíž si musí pospíšit. Vrátili se do Troppu, odkud se přeplavili do Eckdartu, kde se k nim za určitých kombinací členů v partě připojí Millie, která jim řekne, že Ronyx je na jihu ve městě Ionis. V Ionisu ho potkali ve společnosti Mavelle Froessonové, kterou Ronyx s Millie přijali do své party cestou sem. Mavelle se ve městě hádala s osobou, kterou považovala za Krvavý štít, a obviňovala ho z vraždy svých rodičů a bratra, avšak ten takové obvinění odmítl a odešel pryč. Pokud je v partě Jošua, všimnou si, že se Mavellin osud nápadně podobá Jošuovému.
Toto shledání všichni členové party řádně oslavili v místní krčmě, avšak Mavelle se držela stranou. Roddick, Ronyx a Ashlay, pokud je v partě, si s ní promluvili venku a zjistili, že Mavelle zde není ve svém původním těle, které si vyměnila, aby byla silnější. Pokud je v partě Ashlay, poví, že Krvavý štít, po němž Mavelle pátrá, byl jeho přítel a hrdina Démonických válek, ale zešílel při hledání zrcadla krále Vanu. Ráno, které bylo těžké zvláště pro Roddicka, jehož Ilia navedla k pití alkoholu, vyzvala Ilia ostatní k tomu soustředit se na původní misi, a to najít Asmodea a získat vzorek. Jelikož dle dějin bylo království Van zasaženo Démonickými válkami, bude vanský král znát potřebné informace. Vydali se tedy kolem ohromného horského hřebenu dále na jih a pak na sever. Cestou může hráč navštívit chatrč Welč Vínyardové a přijmout ji do party, s čímž ona ráda souhlasí. (Tato možnost je však dostupná pouze v předělávce pro PSP verzi.) Ronyx poznamenal, že její vynálezy dalece převyšují vyspělost Roaku, a kladl si otázku, co je ona ve skutečnosti zač.
Ve Vanu si vyžádali audienci u krále, jemuž sdělili, že hodlají zbavit svět Asmodea navždy. Král nařídil ministrovi odvést je do síní zkoušek v podzemí, aby prošli testem, zda zvládnou bojovat s démony. Po splnění zkoušky je král za zavřenými dveřmi informoval, že je prakticky nemožné vstoupit do pekelného světa za Asmodeem "odsud," protože portál lze otevřít jedině z pekelného světa "sem." Parta však trvala na tom, že přece musí existovat způsob, jak se tam dostat. Král jim tedy převyprávěl pradávné legendy. Vzpomněl si, že se portál do pekelného světa z Roaku kdysi povedlo jednou otevřít příslušníky pradávných Muahů, kteří jsou tedy zodpovědní za nynější dění. Dosáhli toho pomocí svého vynálezu: Oka pravdy. Zmínil, že Muahové na svět nepřišli jako nemluvňata, ale jako dospělí lidé. Více ale neví a poukázal, že Muahové po první Asmodeově porážce před tisíciletími zanechali část svých znalostí každému ze čtyř velkých královských rodů (Van, Silvalant, Astral a Muan). Musí tedy navštívit ostatní tři krále, aby se dověděli úplný příběh. Předal jim emblém Vanu jako své požehnání v jejich misi.
Ronyx po audienci u krále prozradil Ilii, že se od Millie naučil symbologii, která je úplně jiná než výdobytky vědy, a přemýšlel, zda by symbologií dokázal zachránit život své manželce, jež před lety zemřela po těžké nemoci. Pokud je v partě Ashlay, vypráví o Démonických válkách, které obyvatelé Roaku před pár lety vyhráli s vypětím všech sil a zahnali démony zpět do pekla, avšak ve světě zůstávli agenti démonů. Na cestě za ostatními emblémy může hráč získat do party T'niqua a Pericci, pokud splní požadavky. Nejprve ale zamířili na sever do zasněženého Silvalantu. Ve vesnici Durss se dověděli, že brána do pekla byla otevřena nedaleko odsud, a také si povšimli, že Silvalant je téměř liduprázdný. Značná část obyvatel zahynula v průběhu Démonických válek, neboť většina bojů probíhala zde. Pokud se Millie do party nevrátila v Eckdartu, vrátí se zde, když mezitím žila u jedné místní rodiny.
Vyžádali si audienci u zdejšího krále, který jim po předložení vanského emblému sdělil přesnou polohu brány do pekelného světa a jak ji pomocí Oka pravdy zapnout. Předal jim silvalantský emblém a přidělil jim loď, kterou se mohou neomezeně pohybovat po Roaku. Pokud je v partě Jošua, dovídá se o vraždách vysokých představitelů obou západních království a o pátrání po nezletilé péřolidce, přezdívané Křídlo smrti. Jošua odmítal uznat, že by kterákoliv péřolidka byla schopná sériových vražd. V Silvalantu ho ale vřele přijali místní symbologové, kteří si pamatovali jeho otce, dvorního symbologa Silvalantu.
Na severovýchodě v ledovcových horách byle vchod do zamrzlých rozvalin, v jehož hlubinách nalezli zmražené tělo péřolidky se zlatými křídly. Jošua ji poznal. Byla to jeho sestra Erys a chtěl ji z ledu vysekat, avšak Ronyx mu v jeho úmyslu zabránil. Mavelle, je-li v partě, ho nabádala, aby ho poslechl a nechal Erys odpočívat v pokoji. Roddick se může rozhodnout postavit se na stranu Jošuy, což povede k hádce mezi Mavelle a Jošuou. Mavelle pak je nucena přiznat, že je ve skutečnosti hostitelkou Erysiny duše. Je-li v partě Ashlay, lze Erys přesvědčit, aby se vrátila do původního těla a přidala se k partě, aby čelila následkům svých zločinů, avšak Mavelle přitom zemře. Erys poté vysvětlí, že jí agenti démonů po únosu vymyli mozek a přinutili ji k páchání vražd, avšak při jedné nevydařené vražedné misi byla poražena. Její oběť ji tehdy nezabila ani ji nevydala strážím, naopak ji vyléčila na těle, a tak se jí tehdy vrátila paměť. Její oběť a zachránce jí dále poradil nechat se zmrazit a vyměnit si tělo za tuto muahskou dívku Mavelle, aby ji coby hledanou vražedkyni nezatkli. Nyní je však odhodlaná odčinit své zločiny definitivní porážkou Asmodea, aby byl na Roaku nastolen mír. Na mnoha místech však čelila nenávisti a také odtažitosti některých členů party pro její minulost a pro její nemístný smysl pro černý humor. (Erys je dostupná pouze v předělávce pro PSP verzi.)
Ze Silvalantu se parta vydala za králem Muanu, kde byli podrobeni zkouškám v podzemí hradu, a to porážkou zdejších démonů. Král jim předal muanský emblém a přednesl část dějin Muahů, staré rasy. Když se Muahové prvně na světě objevili, sestrojili Oko, aby jim ukázalo cestu zpět do ráje. To jim však místo toho ukázalo bránu rouhání, a tak svět pohltila temnota a démoni. Po uzavření brány zbyla jen spálená země a oči pro pláč. Oko je od té doby střeženo Bohyněmi v Chrámu Očištění. Význam těchto slov královi unikal, avšak byl si jistý, že se jednalo o Oko pravdy a temnota znamenala arciďábla Asmodea. Ronyx dospěl k názoru, že bránu do pekelného světa Muahové neotevřeli schválně, avšak král poznamenal, že pravdu se doví asi až po nálezu Oka pravdy. Roddick s Iliou odvodili, že byla řeč o Očistci a Runy jsou těmi Bohyněmi. Zbýval už jen astralský emblém, který jim král Astralu ochotně předal spolu s několika záhadnými verši. Parta se pak vydala informovat vanského krále o úspěšném zisku všech čtyř emblémů a ten je vyslal zpět do Očistce.
Trojici Run nalezli na stejném místě jako minule a dostali vynadáno za návrat, když je minule vyzvaly, aby se již nevraceli. Roddick jim ukázal emblémy na důkaz, že sem přišli z pověření králů a z čistých úmyslů. Runy jej nazvaly pokračovatelem Muahů a celou partu obklopily zvláštním světlem, jež je přemístilo do nejhlubších částí Očistce. Zde spatřili chodby vybavené počítačovými terminály, robotickými strážemi a dalšími technologiemi, které dle Ronyxe vůbec nepasují na Roak. Po odemčení přístupových dveří čipovými kartami narazili na terminál, kam ve správném klíči dle veršů od krále Astralu zasunuli všechny čtyři emblémy, vstoupili do velké síně s obří sochou a s počítačem, jenž jim ukázal holografickou projekci mapy pradávné Země, kde se v Tichém oceánu rozkládal obří kontinent navíc.
Ilia připomněla Ronyxovi staré legendy o ztraceném kontinentu Mu. Objevil se hologram starce, který přednesl starou nahrávku, jejíž autor doufal, že hledají Oko pravdy s nejčistšími úmysly, neboť se jedná o velmi nebezpečnou relikvii, a že hodlají napravit chyby, kterých se Muahové dopustli. Oko pravdy vyrobili vlastní technologií s pomocí symbologie, kterou je naučily Runy, a je schopno otevřít bránu do alternativní reality. Jejich cíl však zmařila katastrofa, protože Oko pravdy otevřelo bránu do pekelného světa a na Roak okamžitě vtrhli démoni. Toto nebezpečí je však neodradilo od splnění přání vrátit se zpět domů na Zemi. Hologram zmizel a na jeho místě se objevila červená sféra: Oko pravdy. Ronyxovi to celé vyznělo, že sem Muahové přišli ze Země proti své vůli a připomněl slova muanského krále. Ilia připomněla, že Mu hostil vyspělou civilizaci, jež zničil meteor, a také případy zmizení lidí kvůli anomáliím - časoprostorovým vírům, avšak Ronyx odmítal věřit, že by takový vír někoho přenesl světelné roky daleko. Vše do sebe zapadlo a Ilia konstatovala, že se Okem pravdy skutečně chtěli vrátit domů a pak hořce litovali, že tím Roak málem zničili. Chtěli to napravit, a tak se obrátili na čtyři krále kočičanů, každému svěřili část svých znalostí, které se ústně předávaly po generace až nakonec jim. Poté z Očistce odešli a vrátili se za vanským králem.
Ten jim poděkoval za splnění úkolu a vyzval je, aby vstoupili otevřením portálu do pekelného světa a s Asmodeem to skončili. Audienci však narušila pekelná agentka Arachmene, jež se partě i vanskému králi vysmívala, že je pozdě, neboť Asmodeus dokončil vývoj superzbraně, jejíž zkouška právě probíhá. Celým Roakem otřáslo zemětřesení následkem obřího výbuchu, když mohutný paprsek zcela zničil Durss v Silvalantu. Ronyx rozhodl dále se nezdržovat, než by Asmodeus zbraň použil znovu na Van nebo Astral. Agentka vzápětí zmizela. Dorazili na pustý ostrov, kde Roddick otevřel Okem pravdy portál, do kterého vstoupili. V nehostinné, pekelné krajině je přivítal šermíř Krvavý štít a svedl s nimi bitvu, v níž byl poražen. Ronyx poznamenal, že se Erys konečně pomstila za smrt rodičů. Ashlay však litoval, že jeho starý přítel musel zemřít takto, avšak ten, než zemřel, prozradil, že jeho duše je nyní jeho porážkou vyléčena a jeho temný stín z prokletého zrcadla vypuzen. Krvavý štít, jehož skutečné jméno je Del Argosy, je však vyzval k návratu do Astralu, neboť jeho temný stín zahájil útok, aby se Asmodeus zmocnil obou bezčepelých zbraní, které Del Argosy během Démonických válek svěřil Liasovi.
Okem pravdy se přesunuli na místo a v ulicích dopadli agentku Arachmene a vypudili odtamtud i temný stín. Millie zajímalo, proč démoni chtějí bezčepelé meče získat. Buď Ashlay, nebo Cyuss jí vysvětlil, že na konci Démonických válek bylo možné Asmodea z Roaku vypudit právě díky těmto dvěma mečům. Poté navštívili Liase Warrena, jenž jim oba bezčepelé meče předal. Byly podobné světelným mečům ze Star Wars. Ilia poznamenala, že se podobají aliančním silomečům, avšak jejich paprsek je velmi silný, takové exempláře prý nikdy ještě neviděla. Lias vysvětlil, že se prý má jednat o starou muahskou relikvii. Ilia s Ronyxem se shodli, že právě těchto mečů se Asmodeus bojí, neboť ho mohou jako jediné zabít. Parta však nemohla tušit, že tyto dva bezčepelé meče sestrojil Crowe F. Almedio před 36 lety, jedinec s implantovanými geny Muahů a Roddickův dávný předek. Před odchodem se k partě může přidat Phia, pokud v ní ještě není a pokud je v ní místo.
Parta se vrátila na ostrov k portálu a v pekelném světě vyhledala Asmodeovu pevnost. Jeho pevnost však k překvapení všech nevypadala nijak démonicky, spíše jako moderní bioinženýrské centrum. Uvnitř spatřili velké množství démonických monster, izolovaných za sklem v zelené kapalině, které tam Asmodeus pěstoval, dle Ronyxe jsou dílem šíleného vědce. Došli až k velkému počítačovému terminálu, do kterého se Ilia pokusila nabourat, avšak spustila alarm a na místo dorazil sám Asmodeus, rohatý člověk, mohutnější než obvykle. Na partu poslal své dráby a monstra a stáhl se do své hlavní laboratoře. Tam za chvíli dorazila i parta a Roddick se Asmodea ptal, proč útočí na Roak. Amodeus nejprve zkoušel Roddicka zmást, pak se ale rozhovořil, že do tohoto pekelného světa utekl ve snaze získat svobodu, ale toužil po něčem lepším. Roddicka zajímalo, proč se nesnažil o mírové soužití s obyvateli Roaku, ale Asmodeus odpověděl, že se nechce o Roak s těmi slabochy dělit a ptal se, k čemu by mu byla jeho moc, kdyby si nesměl uspokojit své touhy. Pokud ho přišli zastavit, nechť mu tedy ukáží, jak jsou silní.
Vypukla bitva, při níž byl Asmodeus poražen. Asmodeus tedy umíral se slovy, jak mohl nadčlověk jako on prohrát boj. Do laboratoře se náhle teleportovala pětice vojáků ve skafandrech, kteří zajali Millie, aby na ně ostatní členové party nezaútočili. Umírající Asmodeus tyto vetřelce nazval psi, zatímco ti ho dorazili a odebrali vzorek jeho krve. Ilia mezitím Ronyxovi řekla, že ti nejspíše budou tou třetí stranou, jež ohrožuje v jejich čase Zemskou alianci. Jakmile vojáci třetí strany dokončili svoji misi, teleportovali se pryč. Parta se pak dohadovala, co byli vlastně zač, ale Millie chtěla, aby Ilia nejprve odebrala z Asmodea potřebný vzorek.
Poté se vrátili za vanským králem, jenž celou partu prohlásil za hrdiny, kteří nastolili na Roaku konečně mír a nesmazatelně se zapsali do dějin. Po ceremonii si pak Ilia, Ronyx, Roddick a Millie pověděli, že existence vyspělých technologií v pekelném světě i zde na Roaku bylo velmi podivné. Poté se dohodli, že léto 46 S.D. opustí druhého dne brzy ráno bez rozloučení, aby nemuseli nikomu říkat, že přišli z budoucnosti, ale Roddickovi bylo smutno, že to tak musí být. U nejvýchodnějšího mysu Silvalantu otevřeli Okem pravdy červí díru na Styx, aby se odtamtud dostali domů.

### 346 S.D.
Po návratu do svého času se čtveřici povedlo na Calnusu ze vzorku Asmodea vyrobit protilátku. Jakmile jí bylo vyrobeno velké množství, byl lék dopraven na Roak. Millie, Roddick, Ronyx a Ilia sledovali probuzení vyléčeného Dorna, se kterým pak chtěl Roddick jít léčit zbytek populace. Dorne si nezapomněl udělat legraci z Millie, když ji žádal o vrácení hrací skřínky. Všech pět vystoupilo na vrchol hory Mt. Metorx, kde Dorne poznamenal, že v kamenné podobě strávil celé jaro. Pak se rozloučili a Dorneho zajímalo, zda Ronyx s Iljou nebudou mít kvůli nim a všemu, co pro ně udělali, problémy, avšak Ronyx pověděl, že jim nic nehrozí. Tímto dobrodružstvím totiž prokázali ve skutečnosti admirálovi Baysovi laskavost, protože ten původně s plánem karantény Roaku nesouhlasil, a tak zařídil, aby byla obvinění z insubordinace stažena, a ani si nemusí dělat starosti s Úmluvou o protekci podvyvinutých planet, tedy všichni tři kočičani smějí zůstat na Roaku.
Po odchodu z Roaku měl Ronyx jednání s admirálem, který ho spravil o událostech z doby, kdy byli v minulosti. Nedávno se v prostoru pod kontrolou Zemské aliance objevila neznámá loď, jejíž posádka tvrdila, že jsou ze světa Fargett, a požadovali okamžitou kapitulaci. Admirál potvrdil, že tito vetřelci z Fargettu byla ona třetí strana. Vědcům se však povedlo zaměřit souřadnice, kam vedla červí díra, kterou cestovala jejich loď, tedy se dověděli přesnou polohu světa Fargett. Zjistili, že Fargettu vládne nelítostný diktátor Jie Revorse, jenž je nadčlověkem, kterého vytvořili pomocí genetického inženýrství. Revorseho režim však není u tamního lidu populární a existuje tam velké podzemní hnutí. Pokud se dle admirála podaří Revorseho odstranit, bude možné se válce s Fargettem vyhnout. Veškeré tyto informace se vedení Zemské aliance dovědělo od představitelů odboje proti Revorsemu, kterým se nějakým způsobem povedlo navázat se Zemí spojení, a tak získali informaci, že invaze Fargettu do prostoru Aliance je vedena pouze z popudu Revorseho, a proto jako odpověď spustí společnou vojenskou operaci Stardust, jejímž cílem je zabít Jie Revorseho.
Admirál Bays tedy jmenoval kapitána Ronyxe J. Kennyho velitelem operace a pověděl mu o úskalích operace, které je třeba vyřešit. Jie Revorse má totiž moc být netečný vůči jakýmkoliv laserovým zbraním a je mimořádně odolný vůči účinkům výbušnin, a proto ho není možné zničit ani střelbou ani bombardováním. Bude ho možné zlikvidovat jedině "primitivními" způsoby. Ronyx tedy konstatoval, že jediná možnost je vyslat na Fargett speciální jednotku, která Revorseho ubodá noži. A k sestavení takové jednotky dostal Ronyx od admirála povolení použít Bránu času na Styxu.
Ronyx s Iljou se tedy s Calnusem vrátili na Roak, kde se mezitím Dorne nudil v sídle stráží města a pomlouval u Roddicka Millie, jež vše slyšela a po ručním vysvětlení ho vyhnala na horu Mt. Metorx za jejím otcem, který tam šel sbírat bylinky. Millie se Roddickovi svěřila, že po tom dobrodružství je až příliš klidno, jako by to byl jen sen, ale pak Millie zahlédla paprsek energie od místa havarovaného "nebeského korábu." S Roddickem se tam ihned vydala a potkali tam Ronyxe s Iljou, kteří je požádali o další laskavost. Na palubě Calnusu se setkali s ostatními členy party, pro které Ronyx přišel skrz Bránu času, a vyrazili na Fargett.
Teleportovali se na povrch tvořící vyprahlou pustinu, avšak domluvené místo s rebely bylo prozrazeno fargettským vojákům, kteří je okamžitě obklíčili. Rebelové však byli v oblasti též přítomni a omráčili vojáky speciálním granátem, aby umožnili partě uprchnout. Millie a dva další členové party však byli zasaženi také a upadli do zajetí. Zbytek uprchl do úkrytu v jeskyni. Vůdkyně rebelů Yvena se jim omluvila, že před nedávnem provedla fargettská armáda šťáru proti rebelům a mnoho jich pozatýkala, proto zjistili domluvené souřadnice. Roddick požadoval okamžitou záchranu Millie a ostatních, a tak Yvena navrhla provést útok na nedalekou vojenskou základnu, kam je pravděpodobně přepravili k výslechu. Yvena navrhla vpadnout tam zadním vchodem, zatímco její lidé odlákají pozornost před hlavní bránou.
Po úspěšném provedení záchranné operace uspořádala Yvena poradu před útokem na hlavní cíl. Řekla, že nikdo z rebelů není schopen Jie Revorseho zabít, kromě nich, a potvrdila informaci, že lasery, palné zbraně a výbuchy mu neublíží. Jie Revorse představuje vrchol vývoje na Fargettu a s jeho "zrozením" je spojen fakt, že Fargett je pustý svět s minimem pitné vody a omezenými přírodními zdroji. Obyvatelé se proto v minulosti museli uchýlit k zakázanému genetickému inženýrství a ke studiu časoprostoru, aby zde vůbec přežili a jednou se mohli vrátit domů, na Zemi. Členové party se divili, že na Zemi, a tak Yvane vysvětlila, že před tisíciletími je ze Země na Fargett vyhnal vír, jenž vznikl dopadem meteoru na jejich původní vlast, tedy jsou též Muahové jako ti na Roaku. Avšak Fargett je pro lidi ze Země příliš nehostinný. Zahájili proto projekt vývoje nadlidí, přizpůsobených zdejším tvrdým podmínkám, mezi které patří Jie Revorse.
Nyní je ale nejlepší šance na provedení atentátu na Jie Revorseho, protože většina fargettské armády je na cestě k provedení invaze na Zemi. Tedy se vydají do Revorseho věže, jeho sídla v hlavním městě Vadgupu. Proniknou tam podzemím přes starou biolaboratoř. Než odešli, Ronyx se zeptal, jak to, že obyvatelstvo Fargettu dopustilo, aby se experimentální bytost dostala do jejich čela. Yvena konstatovala, že kromě vylepšení, jež nadlidi učinily téměř nesmrtelnými, jsou i mnohem chytřejší, tedy jim lidé svěřili nad sebou vládu, byť s jistými pochybnostmi, avšak po čase se život na Fargettu pod vládou nadlidí výrazně zlepšil. Vše fungovalo do doby, než Jie Revorse ostatní nadlidi zavraždil a prohlásil se diktátorem. Téměř nikdo ho nemá rád, avšak nyní je příležitost zbavit se ho navždy.
Dorazili do opuštěné biolaboratoře, kde viděli rostlinstvo, jež tam kdysi pěstovali pro přeměnu Fargettu v živoucí svět. Uvnitř nalezli sochu, kterou Roddick poznal. Šlo o vojáka, který v pekelném světě na chvíli zadržoval Millie, což potvrdil Ronyx, jenž si všiml podstavce, na kterém to bylo napsáno. Ilia pak v počítači nalezla informace o projektu Revorse, dále o projektu Asmodeus, takže Asmodeus byl ve skutečnosti zrozen právě zde na Fargettu jako jeden z experimentálních tvorů. Dle záznamů jim ale z laboratoře utekl a vírem unikl na pekelný svět, kterým však s sebou vzal i celou časoprostorovou laboratoř. Kvůli jeho úniku a krádeži nebyli zdejší vědci schopni vyrobit žádného dalšího nadčlověka. Ronyx tímto pochopil, proč vůbec před 300 lety letěli na Roak, kde havarovali, a zajímali se o Asmodeův vzorek. Jie Revorse byl poté stvořen za užití Asmodeových genů.
Cestou přes obří šachtu vedoucí do Revorseho věže narazili na slum, kde žily zbídačené fargettské děti, a spatřili skutečné důsledky této diktatury. Přes robotické stráže se dostali až nahoru do věže a Jieho Revorseho, jenž byl překvapen, že se dostali živí až k němu, nalezli v jeho úřadovně. Roddick mu řekl, aby okamžitě řešil utrpení svého lidu, ale Jie arogantně odvětil, že jen plní tisíce let staré přání obyvatel vrátit se domů na Zemi. Ronyx mu namítl, že to ho neopravňuje k tomu provést invazi. Jie mu vysvětlil, že lidstvo Zemi zničilo plundrováním přírodního bohatství, teda zda si nezaslouží lekci svou vlastní medicínou-zničením? Přesně jako Muahové, kteří byli ze svého domova vyvrženi. O tom on ale nerozhoduje, slyšel od Ronyxe. Jie Revorse jeho poznámku pochopil jako odevzdání této věci do božích rukou, tedy se pro ně stane bohem. Zde na Fargettu si již roli stvořitele vyzkoušel, proto se za boha smí považovat. Roddick prohlásil, že to nedovolí. Jie Revorse přednesl řečnickou otázku, že bojuje, aby ochránil vlastní život, a pokud mu to nebude dovoleno, tak nač vlastně byl stvořen? Diskuze ho již unavila, a tak partu vyzval, aby se rozhodlo dle práva silnějšího.
Vypukla bitva, v níž se ukázal být velmi odolný i nebezpečný. V její půlce však byl smrtelně zasažen, začal silně krvácet zelenou krví a začal se měnit. Z rány mu vystřelily obří rohy a svlékl si lidskou pokožku. Jie Revorse se proměnil v démona, ještě nebezpečnějšího tvora než v předešlé nadlidské podobě. I v této podobě byl Revorse poražen a rozpadl se v mohutném záblesku. Ronyx jeho existenci uzavřel slovy, že jediné, o co mu šlo, bylo pouhé přežití a veškerá moc, kterou měl, mu nedopomohla k překonání slabosti své duše. Ilia ho porovnala s obyvateli Roaku, kteří nemají technologie ani výraznou sílu, ale mají dobrá srdce.

### Závěr
Ronyx vzal celou partu Calnusem zpět na Styx, aby poslal Roakijce 300 let do minulosti domů. Vesměs poděkovali, že s nimi zažili taková dobrodružství, a skočili do otevřeného portálu. Cyuss, pokud je v partě, si však pro Roddicka připravil překvapení a vyzval ho na souboj. Po bitvě si Cyuss uvědomil, kolik mu schází k dokonalosti a pochválil Roddickův talent učení se od jiných. Poté k Roddickovi přistoupila Ilia a pošeptala mu, že by věci bývaly byly jiné, kdyby se narodili na stejném světě, ale ať je místo toho hodný na Millie, dívky jako ona jsou vzácné. Poté se zbylá čtveřice vrátila na Roak. Dle toho, jaké postavy si hráč vybral do party a jak moc se jim během privátních akcí věnoval, se aktivují různá zakončení hry, zde je výčet některých z nich.
46 S.D.
- Phia jednoho dne vyprovodí Cyusse z domu Liase Warrena a ptá se ho, zda se nevrátí domů, aby převzal funkci důstojníka v astralské armádě, avšak Cyuss je rozhodnut vyrazit znovu do světa, aby byl silnější než Roddick, než jeho otec, než Krvavý štít i než Ashlay, aby byl slavný i za 300 let v Roddickově době. Phia pochopila, rozloučila se a pravila, že na něj počká.
- Pokud v partě Phia chyběla, je Cyuss viděn, jak kráčí přes horu Mt. Metorx a slibuje zde, že bude mnohem silnější než jeho otec, Krvavý štít i Ashlay i Roddick, aby byl slavný i za 300 let.
- Pokud v partě chybí Cyuss, Phia v jeden moment chodí po svém pokoji a lamentuje nad svými city k Roddickovi. Přála by si být 300 let v budoucnosti, ale tomu, že je Roddick skutečně z budoucnosti, odmítá věřit.
- Pokud se Roddick nenechá v Silvalantu vycvičit Ashlayem, pak na konci Ashlay bloudí kdesi ve Vanu a lituje promarněné příležitosti, že Roddicka nic nenaučil. Ale pořád má dost času, tak se prozatím bude procházet.
- Pokud Ashlay naučil Roddicka své umění boje, sedí sám v hospodě a popíjí. U baru vidí dva mladé kočičany, kteří se hádají o to, kdo bude jednou lepším šermířem. Zasměje se tomu, pro sebe si něco řekne a chválí a vzpomíná na Roddicka.
- Erys a Jošua navštíví hrob svých rodičů v ruinách jejich bývalého domova. Jošua je však značně rozezlen, že se ho Erys nedrží, protože má strach, že zde o ni opět přijde. Ta mu však řekla, ať se o ni tak nestrachuje, protože jsou dost silní, aby se příště takovým grázlům ubránili sami. Tím ho však moc neuklidnila.
- O nějaký čas později se všichni členové party, které Roddick dříve přizval, sejdou na vrcholu hory Mt. Metorx. Společně zasadí strom a doufají, že si ho Roddick s Millie v budoucnu všimnou. Ashlay vedle něj zabodne svůj meč do země a Pericci k němu položí svou okarínu. Erys pak svou symbologií zpomalila běh času kolem stromku a zanechaných dárků, aby rostl pomalu a přežil až 300 let do budoucnosti.
- Pokud hráč nepřijme Erys do party, je Erys nadále zmražená v ledu. Pokud ale má v partě jen Jošuu, tak ten v Ionisu vzpomíná na ni i na Mavelle a je odhodlán jí pomoci otevřít se své minulosti a postavit se jí čelem. Celá léta, kdy ji hledal, se zmítal v lítosti, ale nyní má plány na svou novou pouť.
- Pericci nalezla východní mys v Silvalantu, odkud Rodick, Ronyx, Millie a Ilia odešli zpět do své doby, a vzpomínala na ostatní a křičela na širé moře, zda se Millie má dobře. Přála si, aby byl Roddick s ní a nebylo jí smutno.
- T'nique si našel mladého lykantropa, se kterým trénuje boj, a je rád, že poznal někoho jako on sám.
- Welč je ve své chatrči a něco hledá v hromadě svých vynálezů. Po chvíli vytáhne Oko pravdy a lituje, že pustila Roddicka zpět domů, přitom žárlí na Millie. Dále se ptala sebe, zda se Ronyxovi a Ilje daří, snad už se vzali a mají děti? Poté přemýšlí, zda by je nešla jednoho dne navštívit. Nakonec se rozhodne pomocí Oka pravdy zmizet v čase a opustí léto 46 S.D.

346 S.D.
- Roddick, Millie, Ilia a Ronyx stojí na vrcholu hory Mt. Metorx, kde roste i velký strom. Ilia a Ronyx doufají, že se snad ještě někdy uvidí. Ronyx si však myslí, že by pro Roak bývalo bylo lepší, kdyby zůstal ve stavu podvyvinutého světa. Ilia souhlasila, protože případný technologický pokrok by jim přinesl znečištění vzduchu, půdy i vody. Roddick to nepovažuje za až tak velký problém a poukázal na společná dobrodružství. Chce, aby se Roak stal ještě lepším místem k žití, než je. Ronyx a Ilia tedy budou sledovat jejich pokroky, pak ustoupí a teleportují se zpět na Calnus.
- Millie a Roddick zůstali stát na vrcholu hory a jsou smutní z toho, že Ilia a Ronyx jsou pryč. Za chvíli je dohnal Dorne, který si všiml velkého stromu, který tam dříve nebyl. Millie ustoupila stranou a prohlásila, že ho určitě na vrchol museli pro ně zasadit jejich přátelé před 300 lety.
- Na Calnusu vydal kapitán Ronyx posádce rozkaz letět zpět na Zemi. Jakmile se ocitl s Iljou o samotě, poděkoval jí, že při něm vždy stála, a přiznal, že je konečně na čase přenést se přes minulé osobní tragédie, jež vedly ke ztrátě jeho první manželky. Připomněl i situaci s Roakem, na který měla být vyhlášena karanténa, že v té době myslel, že s tím nedovede udělat nic, ale že kdyby opravdu nic neudělal, litoval by toho do konce života. Ilia mu řekla, že jeho tehdejší rozhodnutí nakonec zachránilo celou jejich civilizaci, proto by měl být na sebe hrdý. Připomněl, že by to nikdy nedokázal sám, že hlavním hrdinou byl Roddick a jeho vždy dobrá nálada i přístup, které byly pro něj inspirací. Poté Iliu požádal o ruku a omlouval se, že s tím tak dlouho otálel. Ilia ve slzách přijme jeho nabídku a slíbí mu, že s ním bude napořád. Pak se obejmou.
- Po jejich sňatku podává Ilia hlášení o objevech v symbometrii a zavádění nové technologie na bázi symbologie v Zemské alianci. Ronyx je za svou roli při pádu režimu Jieho Revorseho povýšen do hodnosti admirála.

## Vývoj hry
V roce 1994 byla podepsána smlouva mezi vývojářskou společností Wolf Team a distributorem Namco pro vydání hry Tales of Phantasia, která se v Japonsku dostala pro konzoli SNES na pulty obchodů v roce 1995. Během vývoje Tales of Phantasia však došlo mezi vývojáři a vydavatelem ke sporům, jež měly za následek odchod několika osob z Wolf Teamu, které založily novou společnost tri-Ace. Díky tomu se herní prvky z Tales of Phantasia podobají těm ze Star Ocean, jako například principy bitev.
Po dokončení Tales of Phantasia měli někteří vývojáři pocit, že je systém dovedností, předmětů i vývoj postav příliš nedostatečný, a proto pro svou další hru zamýšleli mnohem propracovanější systém a příběh, jenž vedl k vzniku prvku privátních akcí a tvorby předmětů. Privátní akce měly sloužit k prohloubení příběhu a k odhalení více z minulosti jednotlivých postav, jejich osobnost a vztahy mezi nimi, avšak zároveň pro hráče neměly existovat dobré a špatné volby během diskuzí s postavami. Aby byl příběh opravdu rozsáhlý, byl jako prostředí zvolen vesmír.
Jak Tales of Phantasia, tak Star Ocean vyždímaly z konzole SNES maximum výkonu a na paměťové kazetě bylo spotřebováno až 48 megabitů dat. Kromě toho byl Star Ocean jednou ze dvou her, jež vyžadovaly ke svému běhu speciální čip S-DD1, který pomáhal s kompresí veškeré grafiky, zvuků a mapování, což znamenalo, že by nezkomprimovaná hra zabírala daleko více místa, avšak komprese dat způsobila nižší kvalitu ozvučení. Ve hře byla k zvučení použita technologie "Flexible Voice Driver," která umožnila přehrát zkomprimované zvuky, tedy dabing postav během bitev, tedy se jednalo o velmi vzácný úkaz ve hrách pro konzoli SNES, který Star Ocean sdílel s Tales of Phantasia. Byl vyvinut i systém výběru vhodných hlášek postav, například při bitvách. Pokud se střetnou se slabšími nepřáteli, nesou jejich průpovídky znaky sebejistoty, zatímco v bitvách se silnějšími oponenty jsou postavy spíše pokornější a někdy vyděšené. Pro zobrazení grafiky byl využit grafický mód Mode 7 a projevuje se při zisku předmětů z truhel, avšak kvůli tomu, že hra jako taková vyhnala grafické možnosti až k limitům, jsou grafické efekty omezené. Hra také podporovala prostorový zvuk.
Jakmile byl vývoj hry hotov, začali vývojáři plánovat pokračování. Hra byla vydána 19. července 1996. Přestože se na tuto hru objevila v americkém časopise Nintendo Power v roce 1996 recenze na tuto hru, nebyla SNES verze nikdy oficiálně vydána mimo území Japonska, jelikož společnost Enix dříve uzavřela svou severoamerickou pobočku Enix America kvůli neuspokojivým tržbám. a společnost Nintendo, jež o rok dříve řídila vydání Tales of Phantasia se v té době již připravovala na příchod konzole Nintendo 64. Kvůli tomu tedy verze pro SNES nebyla nikdy oficiálně přeložena do angličtiny ani jiných jazyků. Avšak skupina amatérských překladatelů DeJap Translations připravila patch, který umožnil zahrát si hru v angličtině přes videoherní emulátor. Hra se však dočkala oficiálního překladu až v roce 2008, když vyšla její předělávka pro PlayStation Portable: Star Ocean: First Departure.

### Star Ocean: First Departure
Star Ocean: First Departure je předělávka původní SNES verze hry., kterou vyvíjela společnost Tose. První informace o předělávce hře byly spolu s předělávkou druhého dílu představeny na akci "Star Ocean Special Stage" během výroční oslavy společnosti Square Enix v roce 2007 a producent série Jošinori Jamagiši uvedl, že usiluje, aby měl hráč z obou předělávek pocit, že se jedná o úplně nové hry.
V Japonsku byla předělávka vydána 27. prosince 2007 a pro severoamerický a evropský trh byla k dostání až téměř o rok později 21. respektive 24. října 2008, čímž byl první díl série poprvé oficiálně vydán mimo Japonsko. Anglický překlad zařídila společnost Nanica, Inc. spolu s agenturou dabérů Epcar Entertainment, Inc. First Departure využívá drobně pozměněný herní engine ze Star Ocean: The Second Story, hra tedy obsahuje předrenderované pozadí, na němž je vyobrazeno herní prostředí. Bitvy se odehrávají v 3D prostoru a jednotlivé animace postav v ní jsou ručně kresleny. Pro tvorbu animovaných videí a propagačních materiálů byla najata společnost Production I.G. Do hry byly přidány dvě nové hratelné postavy: Erys Jerandová a Welč Vínyardová. Ke hře byl pořízen zcela nový dabing a byly namluveny i mnohé dialogy, které v původní verzi pro SNES namluveny nebyly, včetně několika vedlejších postav.
Exkluzivně pro japonský trh byla vydána limitovaná edice Star Ocean: First Departure Eternal Edition, jež kromě hry samotné obsahovala odlišné grafické ztvárnění krabice a ochranný sáček s motivem Star Ocean pro konzoli PSP.
Co se týče změn v příběhu, došlo vlivem navýšení počtu hratelných postav k zvýšení počtu privátních akcí a k nárůstu počtu ukončení děje na 80 různých variant. Ve všech ostatních záležitostech mimo vylepšení grafiky zůstala hra stejná jako původní SNES verze.
Dne 25. května 2019 bylo oznámeno vydání HD remasterované verze hry pro PSP s názvem Star Ocean: First Departure R, která měla vyjít pro Nintendo Switch a PlayStation 4 později v tom roce. V tomto vydání byla upravena obtížnost hry a zvýšena rychlost postav při pohybu na mapě světa. Také je zde možnost přepínat portréty postav z verzí pro PSP a mírně upravených pro SNES. V anglické verzi hry je možné zvolit si mezi japonským a anglickým dabingem jak z verze PSP, tak z původní SNES verze. Remasterovaná HD verze hry vyšla nakonec 5. prosince 2019.

## Hudba
Téměř celý soundtrack původní SNES verze i PSP předělávky složil japonský skladatel herní hudby Motoi Sakuraba. Titulní píseň "Heart" složila a nahrála hudební skupina Asunaro. Po vydání původního soundtracku byl vydána i přepracovaná verze Star Ocean Perfect Sound Collection. 